# Lewis Smith
Lewis Smith, född 1 augusti 1956 i Chattanooga, Tennessee, är en amerikansk skådespelare. Smith har bland annat spelat rollerna som Charles Main i miniserien Nord och Syd och "Curly Bill" Brocious i filmen Wyatt Earp. 
Lewis Smith grundade The Actors Academy i Los Angeles, som förbereder sina elever för att arbeta inom film och TV.

## Filmografi (i urval)
- 1981 – Inkräktarna
- 1984 – Hotet från åttonde dimensionen
- 1985 – The Heavenly Kid
- 1985–1986 – Nord och Syd I & II (miniserie)
- 1989-1990 – Skönheten och odjuret (TV-serie)
- 1992 – Mord och inga visor (TV-serie)
- 1994 – Wyatt Earp
- 1994 – Diagnos mord (TV-serie)
- 1995 – Melrose Place (TV-serie)
- 1997 – The Wonderful World of Disney (TV-serie)
- 1997 – Toothless (TV-film)
- 2001 – Diagnos mord (TV-serie)
- 2009 – CSI: Miami (TV-serie)
- 2012 – Django Unchained